# سلطان الداودي
سلطان الداودي (بالإنجليزية: Sultan Al-Dawoodi) من مواليد 16 مارس 1985 في محافظة بيشة، هو لاعب رمي قرص سعودي. مثل السعودية في دورة الألعاب الأولمبية في 2008 و 2012. أفضل رقم شخصي له هو 65.52 متر حققه في بولندا.

## سجل المنافسة
| العام             | المسابقة                                      | المكان               | المركز            | حدث                 | ملاحظة            |
| منافس لـ السعودية | منافس لـ السعودية                             | منافس لـ السعودية    | منافس لـ السعودية | منافس لـ السعودية   | منافس لـ السعودية |
| ----------------- | --------------------------------------------- | -------------------- | ----------------- | ------------------- | ----------------- |
| 2001              | بطولة العالم للشباب                           | دبرتسن، المجر        | 5                 | رمي القرص (1.5 كج)  | 57.78 م           |
| 2003              | بطولة آسيا                                    | مانيلا               | 6                 | رمي القرص           | 57.36 م           |
| 2004              | بطولة آسيا للناشئين                           | ايبوه، ماليزيا       | 2                 | رمي القرص (1.75 كج) | 59.33 م           |
| 2004              | بطولة العالم للناشئين                         | غروسيتو              | 9                 | رمي القرص (1.75 كج) | 57.67 م           |
| 2005              | ألعاب التضامن الإسلامي 2005                   | مكة                  | 2                 | رمي القرص           | 58.66 م           |
| 2005              | بطولة آسيا                                    | إنتشون (مدينة حاضرة) | 6                 | رمي القرص           | 56.62 م           |
| 2006              | دورة الألعاب الآسيوية                         | الدوحة               | 3                 | رمي القرص           | 60.82 م           |
| 2007              | بطولة العالم لألعاب القوى 2007                | أوساكا               | 16                | رمي القرص           | 61.23 م           |
| 2007              | الألعاب العربية                               | القاهرة              | 1                 | رمي القرص           | 58.63 م           |
| 2008              | ألعاب القوى في الألعاب الأولمبية الصيفية 2008 | بكين                 | 34                | رمي القرص           | 56.29 م           |
| 2011              | الألعاب العربية                               | الدوحة               | 5                 | رمي القرص           | 57.44 م           |
| 2012              | الألعاب الأولمبية الصيفية                     | لندن                 | 33                | رمي القرص           | 59.54 م           |
| 2013              | بطولة آسيا                                    | بونه (مدينة)         | 6                 | رمي القرص           | 60.05 م           |
| 2013              | بطولة العالم لألعاب القوى 2013                | موسكو                | 30                | رمي القرص           | 55.94 م           |
| 2014              | دورة الألعاب الآسيوية                         | إنتشون (مدينة حاضرة) | 6                 | رمي القرص           | 58.31 م           |

## روابط خارجية
- سلطان الداودي على موقع الاتحاد الدولي لألعاب القوى (الإنجليزية)
- سلطان الداودي على موقع أوليمبيديا (الإنجليزية)